# Utricule prostatique

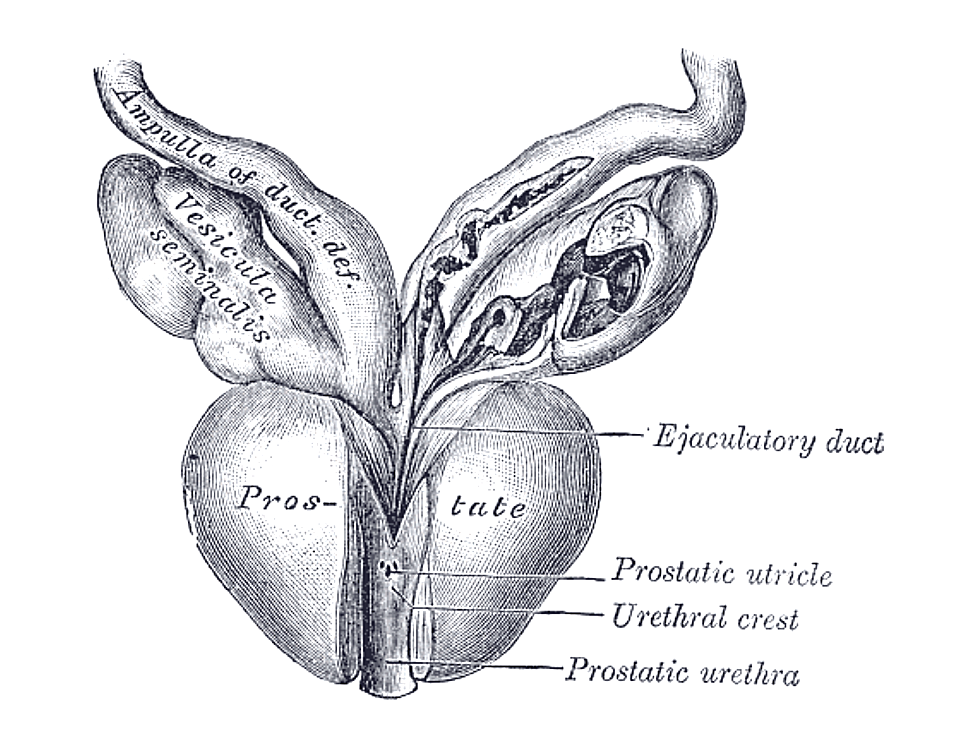
Schéma de la prostate légendé en anglais.

 (mai 2012).
Si vous disposez d'ouvrages ou d'articles de référence ou si vous connaissez des sites web de qualité traitant du thème abordé ici, merci de compléter l'article en donnant les références utiles à sa vérifiabilité et en les liant à la section « Notes et références ».
L'utricule prostatique est un cul-de-sac résiduel situé au centre du colliculus séminal (ou veru montanum) situé dans la partie postérieure de l'urètre prostatique masculin.
Il s'agit d'un résidu des canaux de Müller qui, lors de l'organogenèse, sont responsables de la formation des voies génitales chez le fœtus féminin. En effet, sous l'action du gène SRY du chromosome Y, la différenciation sexuelle induit la formation de testicules qui sécrètent l'hormone anti-müllerienne (AMH), hormone induisant la dégénérescence des canaux de Müller au profit des canaux de Wolff (responsable chez le fœtus masculin de la formation des voies génitales masculines).
Ce résidu féminin présent chez l'homme est couramment appelé « utérus masculin », bien qu'aucune gestation ne puisse être envisagée puisque ce résidu ne présente en rien les caractéristiques histologiques, morphologiques et fonctionnelles d'un utérus à proprement parler.